# Спрингфилд (Кентукки)
Спри́нгфилд (англ. Springfield) — американский город и окружной центр в округе Вашингтон (штат Кентукки). По данным переписи 2010 года население составляло 2519 человекa. Код FIPS: 21-72660, GNIS ID: 0504157, ZIP-код: 40069.

## Население
По данным переписи 2000 года население составляло 2634 человекa, в городе проживало 711 семей, находилось 1 166 домашних хозяйств и 1 239 строений с плотностью застройки 190,4 строения на км². Плотность населения 1 048,5 человек на км². Расовый состав населения: белые — 74,68 %, афроамериканцы — 22,40 %, азиаты — 0,53 %, представители других рас — 0,80 %, представители двух или более рас 1,59 %. Испаноязычные составляли 1,25 % населения.
В 2000 году средний доход на домашнее хозяйство составлял $24 430 USD, средний доход на семью $35 143 USD. Мужчины имели средний доход $29 917 USD, женщины $21 865 USD. Средний доход на душу населения составлял $16 793 USD. Около 12,3 % семей и 16,0 % населения находятся за чертой бедности, включая 16,6 % молодежи (до 18 лет) и 22,3 % престарелых (старше 65 лет).